# Intelectual orgânico
Intelectual orgânico é um tipo de intelectual que mantém-se ligado a sua classe social originária, atuando como seu porta-voz. É um conceito criado pelo italiano Antonio Gramsci (1891-1937).

## Descrição

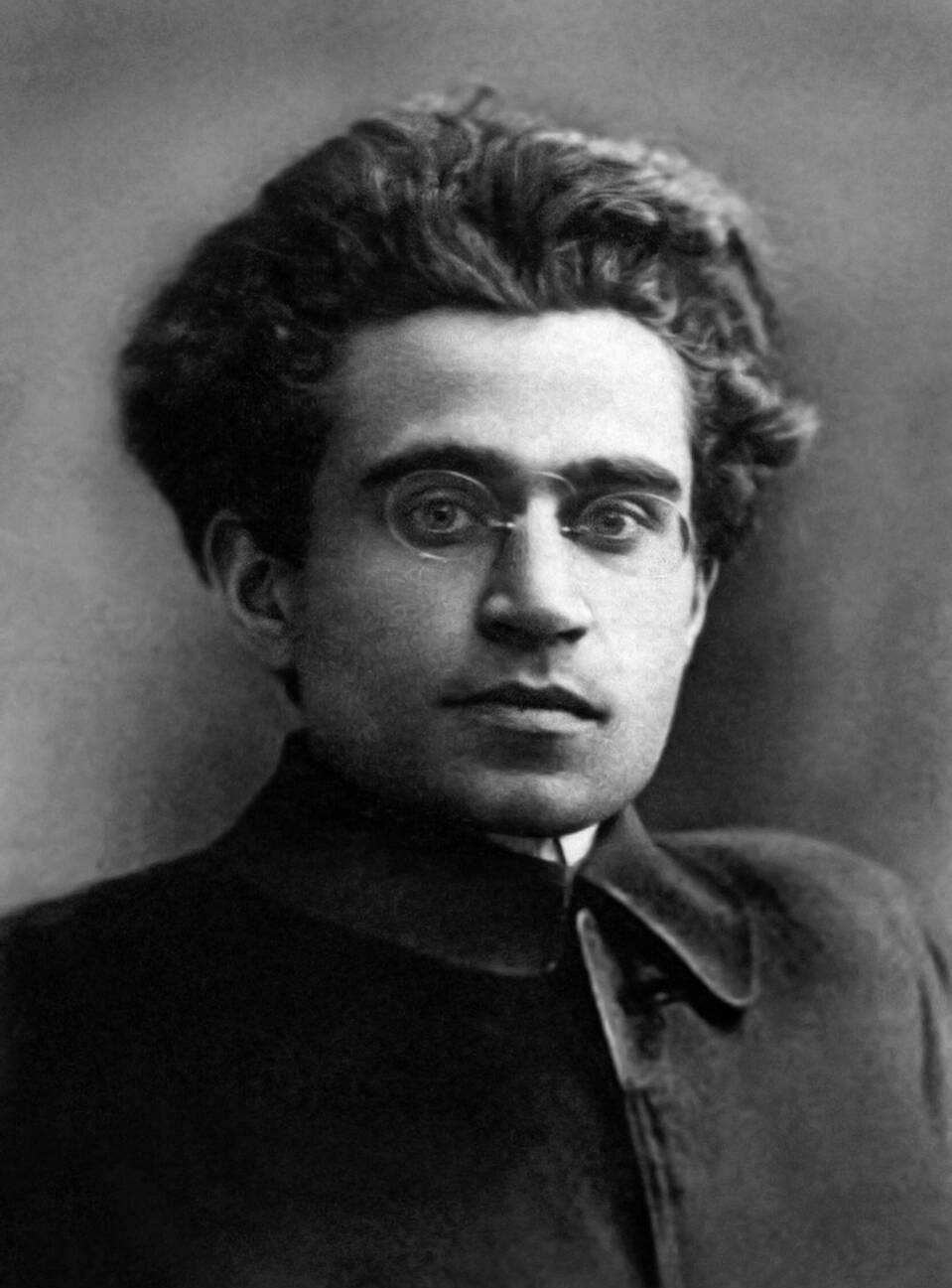
Antonio Gramsci

Para Marx, cada grupo social fundamental com papel decisivo na produção engendra seus próprios intelectuais, ditos "orgânicos". Assim, a classe burguesa, ao desenvolver-se no seio do Antigo Regime, traz, consigo, não apenas o capitalista, mas também uma série de figuras intelectuais mais ou menos distantes dele: o técnico, o administrador, o economista, o advogado, o organizador das mais distintas esferas do Estado etc. Tais intelectuais são os responsáveis pela nova forma do Estado e da sociedade, são os "funcionários da superestrutura", que terminam por moldar o mundo à imagem e semelhança da classe fundamental.
Analogamente, a classe operária - que, na visão de Gramsci, era a classe que então comandaria a mudança social - teria seus próprios intelectuais de novo tipo. No entanto, não é correto identificá-los aos intelectuais dos partidos de esquerda ou aos seus militantes. Tratar-se-ia, aqui também, de "funcionários" de uma nova e complexa superestrutura, que se pode supor como mais democrática e até racional, expurgada - como no caso do americanismo, estudado pioneiramente por Gramsci - de restos parasitários do passado, que pesam como uma camada de chumbo sobre a estrutura produtiva.
Na sociologia gramsciana, os intelectuais de tipo orgânico, ao se desenvolverem, deparam-se com os de tipo "tradicional", herdados de formações histórico-sociais anteriores: clérigos, filósofos, juristas, escritores e outros. Estes intelectuais tradicionais têm um forte sentimento de continuidade através do tempo e veem-se como independentes em relação às classes sociais em luta. De um certo modo, estas últimas tentam capturar para si estes intelectuais tradicionais no processo da luta pela hegemonia. No caso da classe operária, para Gramsci, a luta seria no sentido de afirmar um novo intelectual, não mais afastado do mundo produtivo ou encharcado de retórica abstrata, mas capaz de ser, simultaneamente, especialista e político. Em outras palavras, capaz de exercer uma função dirigente no novo bloco histórico.